# Huella genética

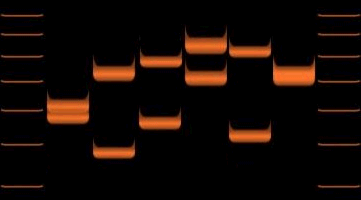
Variaciones de la longitud del alelo VNTR en seis individuos.

La huella genética (también llamada prueba de ADN o análisis de ADN) es una técnica que se utiliza para distinguir entre los individuos de una misma especie utilizando muestras de su ADN. Su invención se debe al doctor Alec Jeffreys, de la Universidad de Leicester, quien dio a conocer su nueva técnica en 1984. El primer resultado práctico en medicina forense sirvió para condenar a Colin Pitchfork por los asesinatos de Narborough en 1983 y de Enderby en 1986.
La técnica se basa en que dos seres humanos tienen una gran parte de su secuencia de ADN en común y para distinguir a dos individuos se puede explotar la repetición de secuencias altamente variables llamadas minisatélites o VNTR. Será poco probable que dos seres humanos no relacionados tengan el mismo número de minisatélites en un determinado locus. En el SSR/STR de perfiles (que es distinto de impronta genética) la reacción en cadena de la polimerasa (PCR) se utiliza para obtener suficiente ADN que permita detectar el número de repeticiones en varios loci. Es posible establecer una selección que es muy poco probable que haya surgido por casualidad, salvo en el caso de gemelos idénticos, que tendrán idénticos perfiles genéticos.
La huella genética se utiliza en la medicina forense para identificar a los sospechosos con muestras de sangre, cabello, saliva o semen. También ha dado lugar a varias exoneraciones de condenados. Igualmente se utiliza en aplicaciones como la identificación de los restos humanos, las pruebas de paternidad, la compatibilidad en la donación de órganos, el estudio de las poblaciones de animales silvestres, y el establecimiento del origen o la composición de alimentos. También se ha utilizado para generar hipótesis sobre las migraciones de los seres humanos en la prehistoria.
Los microsatélites muestran una mayor variación que el resto del genoma ya que en ellos se encuentran unas secuencias en distinta repetición y con diferente grado de recombinación debido a la inestabilidad del locus.

## Muestras de referencia
Para la identificación del ADN se debe realizar una extracción de ADN que puede proceder de muestras tales como:
- Artículos personales (por ejemplo cepillo de dientes, máquina de afeitar).
- Banco de muestras (como un banco de semen o la biopsia de un tejido).
- Parientes.
- Restos humanos previamente identificados.

Algunas muestras de referencia se recolectan con un hisopo bucal.

## Técnicas de identificación de la "huella genética"
Estas variaciones pueden detectarse con las siguientes técnicas:

### Análisis deRFLP
El análisis consiste en hacer un ensayo Southern (o Southern blot, un método que sirve para verificar si una determinada secuencia de ADN está o no presente en una muestra de ADN analizada) y usar sondas específicas para detectar los VNTR (número variable de repeticiones en tándem).
En primer lugar el ADN que se va a analizar se separa de otros materiales. A continuación, debe cortarse en fragmentos de diferentes tamaños usando enzimas de restricción, que son proteínas que cortan el ADN sin dañar las bases. Los fragmentos se ordenan por tamaño empleando la electroforesis en gel. El ADN, que tiene carga negativa, avanza en el campo eléctrico. Las moléculas más pequeñas se mueven más rápidamente a través del gel, por lo que se localizarán más alejadas del origen que los fragmentos más grandes. Luego por calor o solución alcalina, se aplica gel con el fin de desnaturalizar el ADN y se separa en fragmentos individuales. Una vez realizado esto el ADN esta ahora listo para ser analizados utilizando una sonda radiactiva de reacción de hibridación.
Para hacer la sonda radiactiva, se necesita la polimerasa del ADN. El ADN que se va someter a la radiactividad se coloca en un tubo de ensayo. A continuación se agrega la polimerasa en el tubo. Se disuelve y se espera a que comience a funcionar. Como los parches de polimerasa de ADN rompen el ADN, los actuales son sustituidos por los nuevos nucleótidos en el tubo. Cada vez que la muestra tenga una base guanina, la citosina será puesto en radiactividad. En la repetición del ADN, la polimerasa también se vuelve radioactiva. Las piezas radioactivas están listas para su utilización. Ahora la sonda radioactiva puede ser usada para crear una reacción de hibridación. La hibridación sucede cuando dos secuencias genéticas se unen a causa del hidrógeno que se encuentra en los pares de las bases. Hay dos de estos entre adenina (A) o timina (T) y tres de citosina (C) o guanina (G). Para realizar la hibridación el ADN tiene que estar desnaturalizado.
El ADN desnaturalizado radioactivo y la sonda deben ser puestos en una bolsa de plástico con líquido salino y sellado fuertemente. La sonda se adherirá a la desnaturalización de ADN dondequiera que se encuentre de forma apropiada. La sonda y el ADN no tienen que encajar de forma exacta. Este proceso termina haciendo un patrón de ADN de las huellas digitales. Toda persona tiene un VNTR que ha heredado de uno de sus padres y los VNTR son únicos para cada persona.

### Análisis porPCR
Consiste en aplicar la técnica de PCR para amplificar regiones específicas con los cebadores adecuados. Con la invención de la reacción en cadena de la polimerasa (PCR) la tecnología genética tuvo un importante avance en la capacidad de recuperación de información a partir de muestras muy pequeñas. PCR consiste en la amplificación de regiones específicas de ADN usando temperatura y una enzima polimerasa termoestable junto con fluorescencia etiquetada en una secuencia específica del ADN. Existen kits comerciales que utilizan polimorfismos de núcleotido único (SNP) de discriminación disponible, estos kits de uso de PCR usados para amplificar regiones específicas con variaciones conocidas e hibridación con sondas de anclado en tarjetas, lo que resulta en una mancha de color correspondiente a una orden en particular.
Las principales críticas al método RFLP inciden en su lentitud y en las grandes cantidades de ADN que requiere para obtener resultados útiles. Esto llevó a métodos basados en PCR que requieren menores cantidades de ADN que pueden ser también más degradados que los utilizados en análisis de RFLP.
Los ensayos de PCR son extremadamente valiosos para identificár nuevos miembros de una familia génica.

### AmpFLP
Se trata de una técnica de amplificación de regiones polimórficas (con muchos polimorfismos [6]), preferiblemente el locus D1S80. Este análisis pueden ser automatizado, y permite la fácil creación de árboles filogenéticos basados en la comparación de las muestras individuales de ADN.
Basado en el número variable de repeticiones en tándem (VTNR) para distinguir diversos polimorfismos alelos, que son separados en un gel de poliacrilamida utilizado en una escalera alélica (en oposición a un peso molecular). Bandas podrían ser visualizados por tincíon de gel de plata. Un lugar popular para la toma de huellas dactilares es el locus D1S80. Al igual que los métodos basados en PCR, el ADN degradado o en cantidades muy pequeñas de ADN puede causar alélica de abandono. 
Debido a su costo relativamente bajo y la facilidad para su puesta en marcha y operación, AmpFLP sigue siendo popular en los países de bajos ingresos.

### Análisis STR (Short Tandem Repeat)[3]
Consiste en la amplificación de secuencias con pequeñas repeticiones en tándem que no se conservan dentro de la especie. Una vez amplificadas se separan los fragmentos para comprobar el número de repeticiones (mediante electroforesis capilar o en gel), de forma que se pueden distinguir patrones de repeticiones que pueden ser comparables y asociables.
Este método usa regiones altamente polimórficas que tienen secuencias cortas repetidas de ADN (el más común es de 4 bases repetidas, pero hay otras longitudes en uso, incluyendo bases 3 y 5). Porque diferentes personas tienen diferentes números de unidades de repetición y estas regiones de la DNA se puede utilizar para diferenciar entre las personas. Estos STR loci (lugares) son atacados con primers específicos de secuencia y se amplifican mediante PCR. Los fragmentos de ADN que son resultado entonces detectados y separados mediante electroforesis. Existen dos métodos de separación y detección, la electroforesis capilar (CE) y la electroforesis en gel.
Los polimorfismos STR mostrados en cada región son de por sí muy comunes, por lo general, cada polimorfismo es compartida por alrededor de un 5 - 20% de las personas. Cuando observamos múltiples loci, es la única combinación de estos polimorfismos de un individuo que hace que este método de discriminación sea un instrumento de identificación. Las regiones STR que se ponen a prueba en una persona se convierten en una discriminación de la prueba. Por lo tanto, si los perfiles de ADN de dos muestras distintas (por ejemplo en el análisis de sospechosos de un crimen o en un test de paternidad) no coinciden, se excluye directamente que haya relación entre esas dos muestras y no se realiza análisis estadístico posterior. Sin embargo, si ambos perfiles coinciden, se debe realizar un análisis estadístico posterior para ver la probabilidad de que la muestra de una evidencia provenga de una persona aleatoria de la población. A la hora de interpretar la información proveniente de un test en el que el perfil de ADN del sospechoso de un crimen coincide con el perfil de la muestra tomada en la escena del crimen, es crucial expresar que el sospechoso es tantas veces más probable de ser el culpable que cualquier otra persona aleatoria. 
De un país a otro existen diferentes sistemas STR en el análisis de ADN que están en uso. En América del Norte los sistemas que amplifican el CODIS 13 loci núcleo son casi universales, mientras que en el Reino Unido, el sistema de SGM +, que es compatible con la base de datos nacional de ADN, está en uso. Cualquiera que sea el sistema utilizado, muchas de las regiones STR usadas en la prueba son las mismas. Estos sistemas de análisis de ADN se basan en torno a las reacciones múltiplex, el cual muchas regiones STR será sometido a prueba en el mismo tiempo.

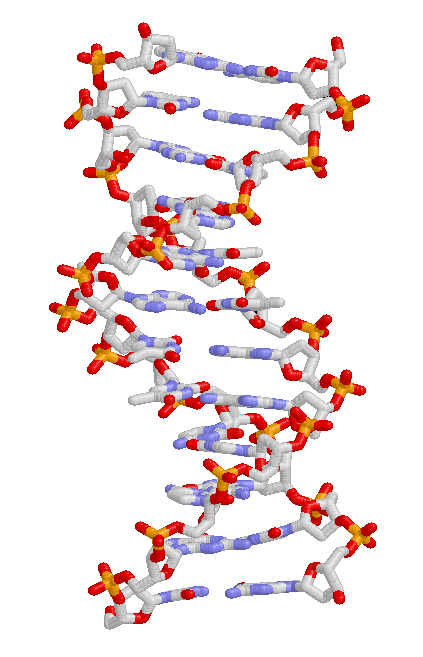
Estructura del ADN.

La electroforesis capilar (movimiento mediante la aplicación de un campo eléctrico), permite la inyección de fragmentos de ADN en un tubo de vidrio delgado (capilar) llena de polímeros. El ADN es extraído a través del tubo por la aplicación de un campo eléctrico, la separación de los fragmentos ocurre de tal manera que los más pequeños fragmentos viajan más rápido a través de los capilares. Los fragmentos son entonces detectados utilizando colorantes fluorescentes que se adjunta a los primers utilizados en la PCR. Esto permite que múltiples fragmentos amplificados se ejecuten de manera simultánea, algo conocido como multiplexación. Luego se asignan tallas utilizando el tamaño del ADN como normas de etiquetado que se añaden a cada muestra, y el número de repeticiones se determinan comparando el tamaño de la escalera alélica, que contiene una muestra de todos los tamaños comunes de las posibles repeticiones. Aunque este método es costoso, con mayor capacidad de las máquinas y un mayor rendimiento de las que se están utilizando para reducir el costo/muestra es posible reducir los retrasos que existen en muchas instalaciones de la delincuencia gobierno.
Electroforesis en gel es uno de los actos que es utilizado usando principios similares conocidos como "CE", pero en lugar de utilizar un capilar, el gran gel de poliacrilamida se utiliza para separar los fragmentos de ADN. Un campo eléctrico es aplicado, como en la CE, pero en lugar de correr todas las muestras por un detector, los fragmentos más pequeños se ejecutan cerca de la parte inferior del gel y todo el gel es escaneado y guardado en un ordenador. Esto produce una imagen que muestra todos los de las bandas correspondientes a diferentes tamaños y repite la escalera alélica. Este método no requiere el uso de las normas de tamaño, ya que la escalera alélica se ejecuta junto con las muestras y sirve para este propósito. La visualización puede ser a través de la utilización de marcados tintes fluorescentes primers en la tinción de plata o por el gel antes de escanear. A pesar de que es rentable y puede ser de bastante alto rendimiento, para aplicar la tinción de plata ITS se suspende. Además, muchos laboratorios están eliminación gradualmente geles a favor de la CE, haciendo el costo de las máquinas se haga más manejable.
El verdadero poder del análisis STR se encuentra en el poder estadístico de la discriminación. En los EE. UU., hay 13 centrales loci (lugares de ADN) que se utilizan actualmente para la discriminación en el CODIS. Debido a que estos lugares usan una variedad de forma independiente (con un determinado número de repeticiones en un locus no cambia la probabilidad de tener cualquier número de repeticiones en cualquier otro lugar), el producto de la regla de probabilidades se pueden aplicar. Esto significa que si alguien tiene el ADN de tipo ABC, en el que los tres loci son independientes, podemos decir que la probabilidad de que ese tipo de ADN es la probabilidad de tener tipo A veces la probabilidad de tener el tipo B veces es la probabilidad de tener el tipo de C. El método de mayor prevalencia de ADN de las huellas dactilares utilizados en la actualidad está basado en la PCR y utiliza corto repite tándem (STR). Este método usa regiones altamente polimórficas que han repetido secuencias cortas de ADN (el más común es de 4 bases repetidas, pero hay otras longitudes en uso, incluyendo bases 3 y 5). Porque diferentes personas tienen diferentes números de unidades de repetición, estas regiones de la DNA se puede utilizar para discriminar entre las personas. Estos STR loci (lugares) son atacados con primers específicos de secuencia y se amplifican mediante PCR. Los fragmentos de ADN que son resultado entonces detectados y separados mediante electroforesis. Existen dos métodos de separación y detección, la electroforesis capilar (CE) y la electroforesis en gel.
Los polimorfismos STR mostradas en cada región son de por sí muy común, por lo general, cada polimorfismo será compartido por alrededor de un 5 - 20% de las personas. Cuando observamos múltiples loci, la única combinación de estos polimorfismos de un individuo hace que este método de la discriminación sea un instrumento de identificación. Las demás regiones STR que se ponen a prueba en una persona se convierten en una discriminación de la prueba.

### Análisis del cromosoma Y
Se han creado cebadores específicos para regiones del cromosoma Y que amplifican secuencias solo heredadas por parte paterna. Por ello, este tipo de análisis sólo sirve para comparar familiares por parte del padre y varones.

### Análisis mitocondrial
Se usa en muestras muy degradadas, ya que el DNA mitocondrial posee más copias que el nuclear. Se amplifican las regiones HV1 y HV2 y se comparan siempre con familiares por parte materna ya que las mitocondrias son herencia exclusiva de la madre. Los científicos forenses amplían la región HV1 y HV2 del ADNmt y luego cada región es secuenciada en un único nucleótido y se compara las diferencias con la referencia.

## Aplicaciones prácticas de la huella genética
- Ciencia forense. Compara sospechosos con muestras de sangre, cabello, saliva o semen debitadas.
- Pruebas de Paternidad
- Estudiar la compatibilidad en donaciones de órganos.
- Estudios de evolución de poblaciones animales salvajes.
- Generación de hipótesis sobre las migraciones humanas en la historia.
- En niños adoptados o concebidos mediante técnicas de reproducción asistida empleando gametos donados. En estos casos los hijos no comparten   el código genético con sus padres, de modo que en la identificación biológica no se pueden emplear los estudios de ADN por comparación con   los progenitores.

## Ejemplos de utilización de la “huella genética”
En unos de los primeros casos de repercusión internacional, fue el de Josef Mengele, criminal de guerra nazi, cuyos supuestos restos fueron descubiertos en 1985 en un cementerio brasileño. En 1988 se comparó el ADN extraído de un hueso del esqueleto con el ADN de la sangre de la esposa y el hijo de Mengele. La conclusión, con un 99,94% de probabilidad fue positiva para la identificación de los restos encontrados como los pertenecientes a Mengele.
La aceptación de la huella genética como método forense, en casos criminales, tardó bastante más. La condena de una persona sobre esta base fue considerada durante años demasiado aventurada, a pesar de que su comparación con otros métodos menos precisos, como la identificación visual, le beneficiaba. Sin embargo, el perfeccionamiento y la normalización del método han llevado a su aceptación universal. En casos recientes, se ha exonerado a personas condenadas incluso a cadena perpetua y a la pena de muerte en su momento, sobre la base de su ADN. El primer caso fue el del estadounidense Kirk Bloodsworth, condenado a la pena de muerte en 1985 por el asesinato y violación de una niña de nueve años. La revisión del caso se produjo en 1992 con el resultado de que Bloodsworth quedó en libertad en 1993. No obstante, el uso de la huella genética en estos casos puede conllevar problemas por varias razones, siendo algunas de las más relevantes las siguientes: 
- En ocasiones podemos encontrar mezclas de ADN en la escena del crimen o que el ADN se encuentre dañado, lo cual puede conllevar falsos resultados.
- En ciertos países el ADN de las personas que son arrestadas (en ocasiones aunque no sean encontrados culpables), se incorpora a una base de datos, lo cual puede conllevar problemas éticos porque viola la presunción de inocencia.
- Actualmente la tecnología esta lo suficientemente desarrollada como para que sea posible la creación de un ADN sintético, el cual podría dejarse en la escena del crimen con objetivo de inculpar a alguien del mismo.

Animación del ADN.

Uno de los casos más famosos de aplicación de la huella genética fue la Oveja Dolly, presentada en 1997 como el primer mamífero clonado de una célula adulta. Esta afirmación no se pudo sostener científicamente hasta que se realizó la comprobación de que su ADN era idéntico al de la oveja donante. Fue el equipo de Jeffreys el que probó "más allá de cualquier duda razonable que Dolly procede de una célula del tejido mamario tomada de la oveja adulta donante", explicó entonces Esther Signer, autora del análisis.
En determinados países este tipo de pruebas son voluntarias salvo en caso de orden jurídicial, ya que podrían usarse como pruebas determinantes en juicios si así lo creyese conveniente el juez de un caso.
El siguiente paso es el dado por algunos países, entre ellos EE. UU. y U.K., creando bases de datos con los perfiles genéticos de muchos de sus habitantes que los facilitaría la resolución de casos criminales por comparación de perfiles.
En la actualidad, Alec J. Jeffreys continua estudiando la técnica de huella genética realizando recientes estudios. Concretamente, en 2006 se publicó un estudio donde se estudiaba cómo una única hebra de DNA puede proporcionar información de las recombinaciones ectópicas poniendo de manifiesto las diferentes vías de recombinación meiótica en el clúster de la α-globina y su relación con la deriva de poblaciones. Y posteriormente, en 2007, se publicó el estudio de regiones de los minisatélites altamente polimórficas (VNRT’s) en el flujo genético a través de la evolución de ratones.